# الأب ستو
الأب ستو (بالإنجليزية: Father Stu)‏ هو فيلم دراما أمريكي من بطولة مارك والبيرغ، جاكي ويفر، ميل غيبسون، تيريزا رويز، كودي فيرن ونيكو نيكوتيرا. صدر الفيلم في 15 أبريل 2022.

## وصلات خارجية
- الأب ستو على موقع IMDb (الإنجليزية)
- الأب ستو على موقع ميتاكريتيك (الإنجليزية)
- الأب ستو على موقع روتن توميتوز (الإنجليزية)
- الأب ستو على موقع ألو سيني (الفرنسية)
- الأب ستو على موقع أول موفي (الإنجليزية)
- الأب ستو على موقع قاعدة بيانات الفيلم (الإنجليزية)
- الأب ستو على موقع ليتربوكسد (الإنجليزية)